# 華麗金屬
華麗金屬（英語：Glam Metal），又稱為魅力金屬或髮型金屬（Hair Metal）或流行金屬（Pop Metal），是硬式搖滾和重金屬音樂的一個流派，起源於20世紀70年代末的美國，並在80年代至90年代間流行。

## 特色
音樂上，華麗金屬將傳統的硬式搖滾、龐克搖滾、重金屬的元素結合，再加入流行曲中簡短而又讓聽眾容易接受的反復節拍、小節、樂句。華麗金屬像其他80年代的重金屬歌曲般，往往只保留小部份的結他獨奏。而在造型上，華麗金屬展現出70年代華麗搖滾的風格，樂手往往會披著很長的反梳頭髮、化妝及穿載華麗的裝束和飾物（主要是牛仔褲、腰帶和頭巾）。

## 起源與發展
音樂史學家斯蒂芬·戴維斯認為影響華麗金屬的因素可以追溯到70年代有類似風格的樂隊，例如吻合唱團、史密斯飛船、波士頓樂隊、紐約娃娃。尤其是吻合唱團和帶有震懾搖滾風格的愛麗絲·庫珀都對華麗金屬的出現產生重大的影響。
70年代末，范·海倫樂團的主音吉他手埃迪·范·海倫在其樂團的單曲《Eruption》中創新使用了一種名為點弦(Tapping)的電吉他技巧。這種在當時新穎的技巧和范·海倫主唱大衛·李·羅斯在舞台上的誇張動作都被日後的華麗金屬樂隊所採用，並在他們的演出中時常出現。然而，范·海倫從來都不是一支華麗金屬樂隊。
此外，英國重金屬新浪潮中的威豹樂隊在1981年發行了第二張錄音室專輯《High 'n' Dry》，專輯中結合了硬式搖滾及華麗搖滾的風格，成為未來十年硬式搖滾音樂的特色。緊接而來的第三張專輯《Pyromania》更登上了「告示牌二百强专辑榜」的第二位，透過音樂電視網播放的單曲也進入告示牌銷售榜的前四十名位置。這專輯引來很多樂團仿效，特別是在美國加州。

## 沒落
20世纪90年代早期，華麗金屬失去了主流兴趣，因为人们对華麗金屬的过度反应引起了对这一类型的强烈抵制。另一方面，油漬搖滾的兴起也是导致华丽金属衰落的一个因素，它具有精简美学和完全拒绝华丽金属视觉风格。

## 復興

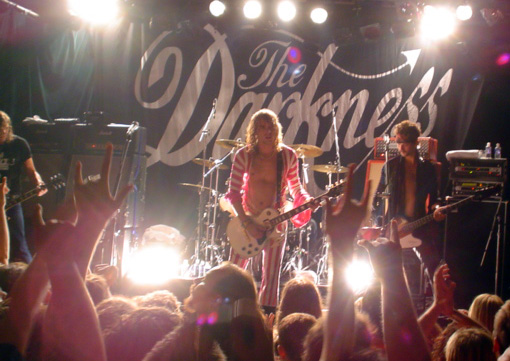
The Darkness于2004年在澳大利亚悉尼演出

在20世纪90年代末和21世纪初期，华丽金属开始复兴，一些已经设法抵御风暴的既定行为重新受到欢迎，其他人则进行了改革，并出现了新的乐队来模仿华丽的金属风格。例如邦·乔維仍然能够通过“It's My Life”（2000）一曲获得商业热播。